# Рестрепо Исаса, Карлос
Карлос Альберто Рестрепо Исаса (дат. Carlos Alberto Restrepo Isaza; 5 марта 1961, Медельин) — колумбийский футбольный тренер. C 2011 по 2016 годы возглавлял молодёжную и олимпийскую сборные Колумбии.

## Карьера
Начинал заниматься футболом в родном городе в местных клубах «Атлетико Насьональ» и «Индепендьенте Медельин», призывался в молодёжную сборную провинции Антьокия. В возрасте около 20 лет был вынужден завершить игровую карьеру из-за травмы и начал работать тренером.
В начале своей тренерской карьеры работал в молодёжных командах и клубах низших дивизионов, входил в тренерские штабы юношеских и молодёжных сборных Колумбии. В 1992 году, в возрасте 31 года впервые возглавил клуб высшего дивизиона Колумбии — «Онсе Кальдас», приняв команду в роди середняка, тренер привёл её на следующий сезон к бронзовым медалям. В 1995 году Рестрепо возглавил «Атлетико Хуниор» и в первом же сезоне выиграл чемпионский титул. В следующие несколько лет карьера тренера складывалась не столь удачно — он каждый год менял клубы и не достигал успехов в чемпионате страны.
В 2001 году Рестрепо начал работать за границей. Он был назначен тренером венесуэльского «Депортиво Тачира», сменив в этой должности уругвайца Вальтера Роке, и привёл команду к бронзовым медалям в сезоне Апертура-2001. В 2002 году тренер перебрался в Коста-Рику, где работал следующие десять лет. С командой «Мунисипаль Перес Селедон» Рестрепо выиграл чемпионский титул в Апертуре 2004 года, но уступил финальном матче сезона 2004/05 против победителя Клаусуры «Алахуэленсе». В дальнейшем поменял ещё несколько команд в Коста-Рике, в том числе ещё два раза тренировал «Перес Селедон». В 2009 году тренировал клуб «Пунтаренас» и выиграл с ним серебро чемпионата.
В 2010 году возглавил гондурасский клуб «Олимпия» и выиграл с ним чемпионат Клаусура-2010, а в Лиге чемпионов КОНКАКАФ команда дошла до четвертьфинала, где уступила коста-риканской «Саприссе». В марте 2011 года тренер был отправлен в отставку, сразу после матча с «Хиспано», выигранного 6:0.
В 2012 году назначен главным тренером молодёжной сборной Колумбии. В феврале 2013 года стал победителем молодёжного чемпионата Южной Америки, а на мировом чемпионате того же года колумбийцы выиграли групповой этап, но уступили в 1/8 финала по пенальти южнокорейцам. На турнире в Тулоне 2013 года команда выиграла все 4 матча в группе, но в финале уступила Бразилии. В том же году с командой 17-летних игроков Рестрепо выиграл Боливарианские игры. В 2014 году Колумбия также принимала участие в турнире в Тулоне, но выступила неудачно.
На молодёжном чемпионате Южной Америки 2015 Колумбия завоевала серебряные медали, пропустив вперёд Аргентину. На молодёжном чемпионате мира 2015 команда повторила прошлый результат — 1/8 финала, на этой стадии колумбийцы уступили сборной США. По итогам южноамериканского турнира Колумбия получила право участвовать в стыковых матчах за выход на Олимпиаду-2016, и в марте 2016 года колумбийцы взяли реванш у команды США и завоевали путёвку на Олимпиаду.

## Личная жизнь
Карлос Рестрепо женат, супругу зовут Анхела Мария Урибе, у них трое детей — Фелипе, Хуанита и Камило.

## Достижения
- чемпион Колумбии: 1995
- чемпион Коста-Рики: Апертура-2004
- чемпион Гондураса: Клаусура-2010
- чемпион Южной Америки среди молодёжи: 2013
- Серебряный призёр чемпионата Южной Америки среди молодёжи: 2015
- Серебряный призёр чемпионата Коста-Рики: 2009
- Бронзовый призёр чемпионата Колумбии: 1993
- Бронзовый призёр чемпионата Венесуэлы: Апертура-2001